# Montecampione
Montecampione – ośrodek narciarski w północnych Włoszech, w regionie Lombardia, w prowincji Brescia. Leży w dolinie Val Camonica, 16 km od jeziora Iseo, 55 km od Bergamo i około 95 km od Mediolanu. Najbliżej położone lotnisko to port lotniczy Bergamo-Orio al Serio.
Znajduje się tutaj 20 tras o łącznej długości około 65 km, trasy te są obsługiwane przez 10 wyciągów. W 1993 r. odbyły się tu 12. mistrzostwa świata juniorów w narciarstwie alpejskim.

## Linki zewnętrzne

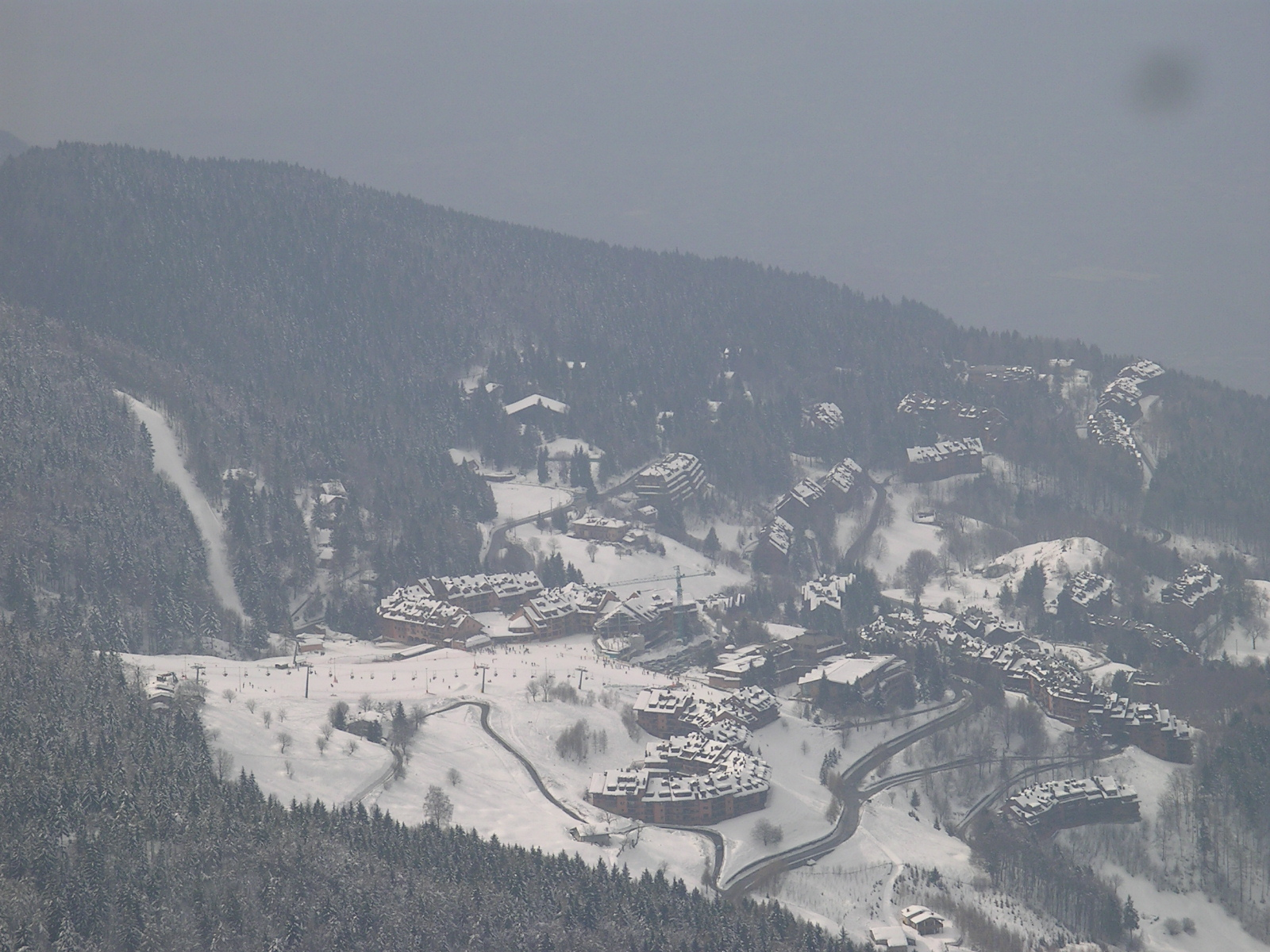
Montecampione